# Keskar Utbådan
Keskar Utbådan är en ö i Finland. Den ligger i Norra kvarken och i kommunerna Korsholm och Vörå i landskapet Österbotten, i den västra delen av landet. Ön ligger omkring 31 kilometer norr om Vasa och omkring 390 kilometer norr om Helsingfors.
Öns area är 2,6 hektar och dess största längd är 270 meter i nord-sydlig riktning.